# سینتس
سینتس (انگلیسی: Synthes) شرکت مراقبت سلامت سوئیسی است، که در سال ۱۹۹۹ تأسیس شد و هم‌اکنون زیرمجموعه‌ای از شرکت جانسون اند جانسون می‌باشد.